# 如宝寺
如宝寺（にょほうじ）は、福島県郡山市に所在する真言宗豊山派の寺院。山号は高岳山。

## 概要
郡山の有力者、虎丸長者が都に上り、平城天皇より馬頭観音像を賜って帰郷、大同2年（807年）に観音堂を建立して笹久根上人を招いて開眼供養を行ったのが始まりと伝えられる。
境内には数多くの古碑があり、鎌倉時代の刻銘のある石造笠塔婆と板石塔婆は国の重要文化財に指定されている。
また、明治時代に住職を務めた鈴木信教は、子女の養育や学校教育、地域の開発などに尽力した名僧として知られ、境内にある墓は福島県指定史跡に指定されている。

## 祭礼

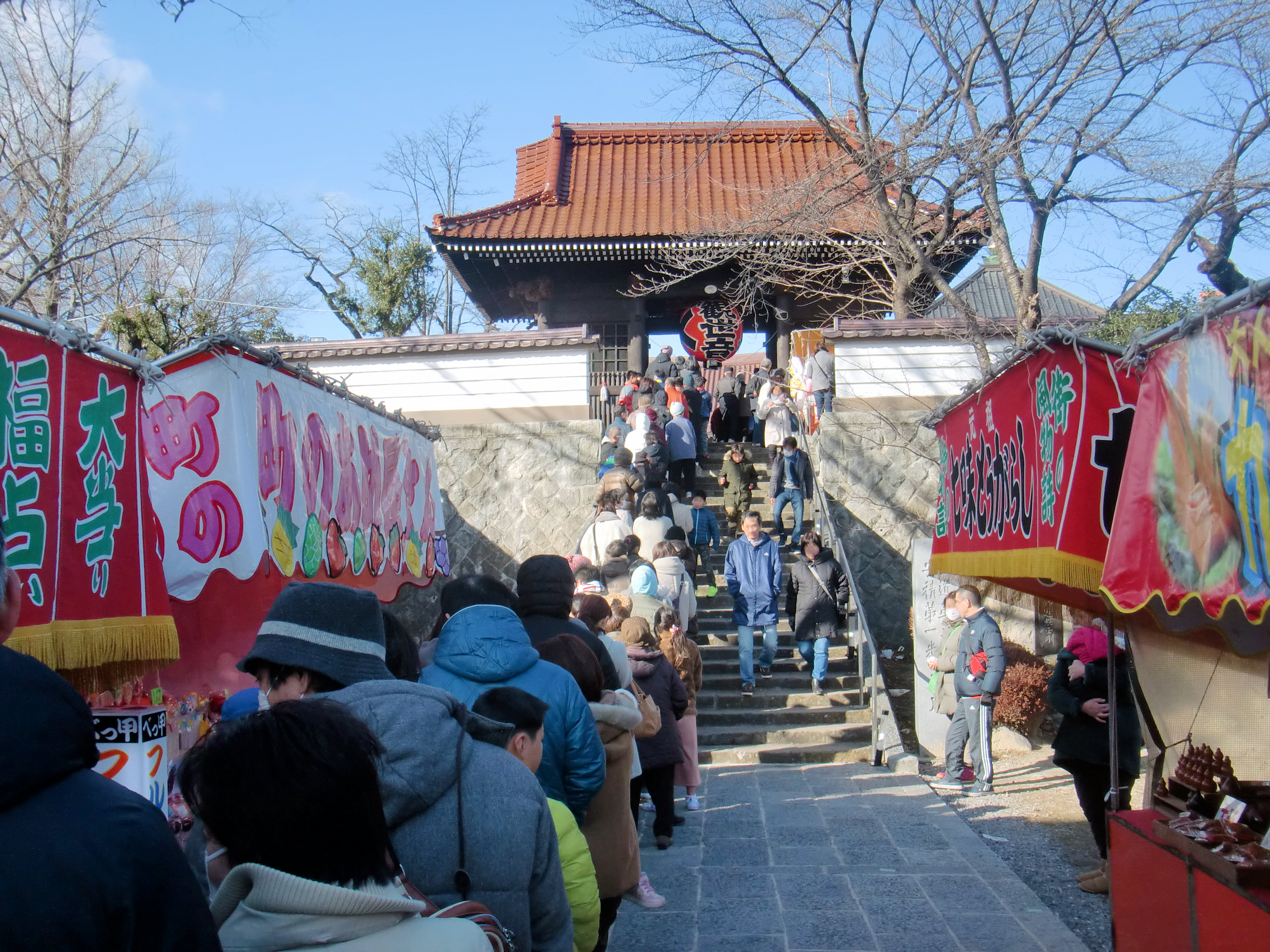
七日堂参りの行列

### 七日堂まいり
1月6日から7日にかけて、夜通し行われる馬頭観世音の祭。『馬が駆けるように早く願いごとがかなう』と言われ、毎年約十万人の人出で賑わう。
また、境内やその周辺には福を呼ぶだるまや、まさる、団子さし、宝船、つるし雛などの縁起物を扱う露店など約100軒が立ち並ぶ。

### 節分会豆撒き
毎年2月3日に行われる。400万字もの「大般若経」が書かれた折本がアコーディオンのようにして読み上げられる「大般若経転読」などが行われる他、昼と夜の2回、太鼓の音とともに稚児衣装姿の園児や裃姿の来賓、年男、年女たちによって豆やミカンなどの縁起物が撒かれ、その年の福を求める人々で賑わう。
江戸時代に二本松藩主だった丹羽（にわ）氏との縁から、豆まきの際に「おには外」と言わない習わしがある。

### 年中行事
- 4月下旬には釈尊降誕花祭り大会があり、稚児衣装姿の園児たちが釈迦の生誕を祝う。
- 7月16日から17日にかけては観世音夏まつりがあり、盆踊りなどが行われる。
- 8月17日には施餓鬼会が行われる。
- 大晦日には除夜の鐘法要が行われる。

## 文化財
重要文化財（国指定）

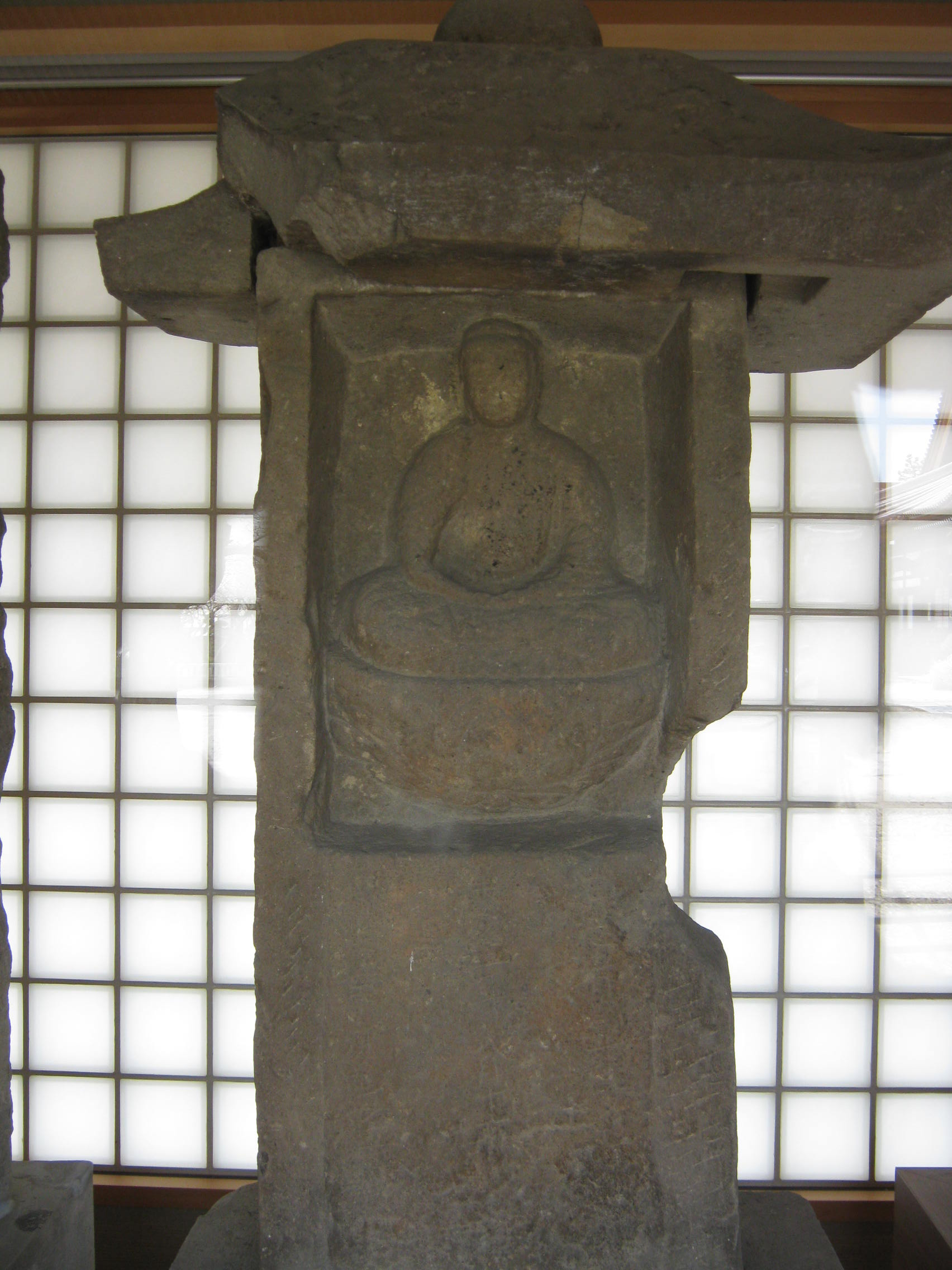
石造笠塔婆 承元2年（1208年）銘

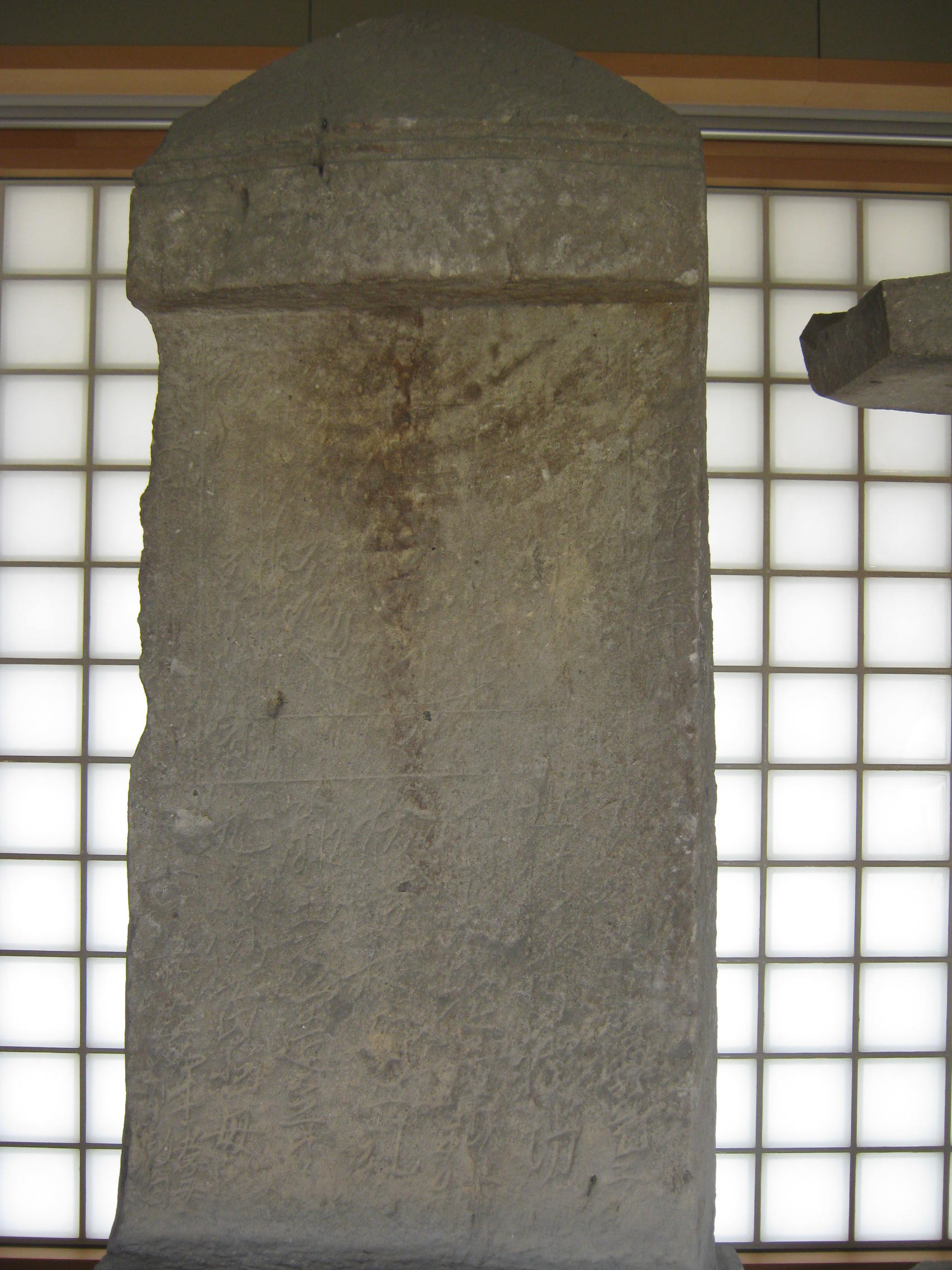
板石塔婆 建治2年（1276年）銘

- 石造笠塔婆（考古資料） - 東北地方で最古級の供養塔。承元2年（1208年）の銘がある。[10][11]
- 板石塔婆（考古資料） - 東北地方で最古級の供養塔。建治2年（1276年）の銘がある。[10]

重要美術品（国認定）
- 銅鐘 - 通常の鐘は、上半部に「乳」（ち）と称するいぼ状の突起を多数並べるが、この鐘は通常「乳」のある位置に梵字が鋳出されている。「いぼなし鐘」と通称される。文化3年（1806年）の改鋳。[12]

福島県指定史跡
- 鈴木信教墓 - 孤児の養育など、社会福祉に尽力した明治時代の住職。

郡山市指定重要有形文化財
- 板石塔婆 - 通称釜堂の碑またはニワトリ石、削って飲むと百日咳が治るという民間信仰のため削られている
- 切支丹墓碑 - 弾圧が激しかった江戸時代のキリシタンの墓

なお、登録有形文化財として「如宝寺書院」（明治17年（1884年）現在の白河市に建立。明治28年（1895年）に移築。）があった（1998年12月11日指定）が、2021年と2022年の地震で被災し取り壊されている。

## 寺院周辺
- 郡山消防署
- 郡山市立金透小学校
- 日本基督教団郡山細沼教会
- 福島県郡山合同庁舎（旧郡山市役所庁舎）
- 郡山税務署
- 福島地方裁判所郡山支部
- 麓山公園

## 交通アクセス
- 東北自動車道郡山インターチェンジより車で約15分（東側に駐車場入口あり）
- JR東北本線・東北新幹線郡山駅西口11番バス乗り場から麓山経由のバスに乗車して如宝寺下車、所要時間約5分（往路のみ）
- JR郡山駅からフロンティア通り、国道4号、麓山通りを経由して徒歩で約20分